# Oreal Perras
Oreal Perras (* 25. August 1942 in Chrysler, Ontario, Kanada; † 18. Februar 2017) war ein kanadischer Wrestler, der in seiner Rolle als „The Russian Bear“ Ivan Koloff bekannt wurde. Zu seiner aktiven Zeit arbeitete er für die drei größten Wrestlingorganisationen Nordamerikas und war regelmäßig in deren TV-Formaten zu sehen.
Perras lebte  mit seiner Frau Renae zuletzt in Greenville, North Carolina, hat vier Kinder und Enkelkinder. Er engagierte sich für verschiedene Wohltätigkeitsorganisationen und trat 1996 der Kirche der „Wiedergeborenen Christen“ bei, wo er auch Trauungen abhielt.

## Karriere

### Anfänge
Aufgewachsen auf einem Bauernhof in Chrysler, Ontario, Kanada, wuchs in Perras bereits früh der Wunsch Profiwrestler zu werden. Im Alter von 17 Jahren brach er die Schule ab und ging in die Wrestlingschule von Jack Wentworth in Hamilton; Ontario. Dort begann er mit Gewichten zu trainieren und erlernte die erforderlichen Techniken. Nach einem Jahr bekam er die Ringrolle Red McNulty verliehen, welche einen aus Dublin stammenden irischen Schläger mit Augenklappe darstellte.

### Durchbruch als „The Russian Bear“
Im Jahr 1967 veränderte man schließlich seine Rolle. Perras sollte nun einen sowjetischen Sportler porträtieren. Durch sein Gewicht von knapp über 130 kg, bei einer für einen Wrestler relativ geringen Körpergröße von 1,77 m, wirkte Perras sehr kräftig und stämmig. Diese Konstitution, die an einen kleinen Bären erinnerte, brachte ihm schließlich den Spitznamen „The Russian Bear“ ein.
Sein Debüt als solcher hatte er dann gegen Bruno Sammartino, bei einer Fernsehaufzeichnung in Pittsburgh. Perras wrestlete noch drei Jahre in der Region um Toronto und im Nordwesten der USA, um Erfahrung zu sammeln. Dabei erhielt er 1967 bereits den Canadian Heavyweight Championship. Danach ging er zum ersten Mal in seiner Karriere nach Japan.
Am 18. Januar 1971 folgte der wohl größte Erfolg seiner Karriere. Er sollte den Rekordchampion Bruno Sammartino, der den Titel vorher fast 8 Jahre lang gehalten hatte, klar und legal im Madison Square Garden besiegen. Das Publikum reagierte geradezu schockiert, hatte doch nun inmitten des Kalten Krieges, ein „Russe“ den einheimischen Champion geschlagen. Aus Angst vor Ausschreitungen wurde der Titelwechsel an diesem Abend nicht einmal verkündet. Doch Perras hielt den WWWF Heavyweight Championship nicht lange. Bereits am 8. Februar des gleichen Jahres musste er ihn wieder an Pedro Morales abgeben.
In der Folgezeit tourte Perras durch die verschiedenen Organisationen und trat auch in Europa, Japan, Australien, Puerto Rico auf.
In den 1980er Jahren arbeitete Perras hauptsächlich für die NWA und Jim Crockett Promotions. In der NWA wurde er World Tag Team Champion mit Ray Stevens und auch Six-Men Tag Team Champion mit Nikita Koloff und Don Kernodle bzw. Krusher Kruschev, der letzteren ersetzte.
In dieser Zeit ließ man ihn auch den jungen Wrestler Nelson Scott Simpson als seinen Neffen Nikita Koloff präsentieren und mit ihm das Tag Team The Russians bilden. Zusammen bestritten sie Fehdenprogramme mit den Road Warriors, dem Rock’n Roll Express, sowie mit Magnum TA und Champion Ric Flair.
1986 trennte man das Team, ließ Nikita sich gegen Perras wenden und mit Dusty Rhodes verbünden. Perras hingegen, suchte sich in Dick Murdoch und Vladimir Petrov neue Partner, um gegen die beiden zu fehden.
1988, nachdem er kurz Mitglied in der Wrestlinggruppierung Paul Jones’ Army war und die „Powers of Pain“ (eine 1:1-Kopie der Road Warriors) betreute, gab es eine Wiedervereinigung des Teams mit Nikita. Sie fehdeten mit Paul Jones’ Army, bevor sie die Jim Crockett Promotions im Januar 1989 endgültig verließen.
Danach war Perras in den Independent Promotions aktiv und trat in Legendenmatches gegen Wrestler wie Chief Wahoo McDaniel oder Jimmy Valiant an.
Am 18. Februar 2017 starb Perras an Leberkrebs.

## Erfolge
- Championship Wrestling From Florida

1× *NWA Florida Southern Heavyweight Champion
- 5× NWA Florida Tag Team Champion (1× mit Pat Patterson, 3× mit Masa Saito und 1× mit Nikolai Volkoff)

- Georgia Championship Wrestling

7× *NWA Georgia Tag Team Champion (5× mit Ole Anderson und 2× mit Alexis Smirnoff)
- Maple Leaf Wrestling

- 1× NWA Canadian Heavyweight Champion (Toronto version)

- Jim Crockett Promotions

- 4× NWA Mid-Atlantic Heavyweight Champion
- 1× NWA Mid-Atlantic Tag Team Champion (mit Don Kernodle)
- 2× NWA World Television Champion
- 3× NWA World Television Champion
- 2× NWA United States Tag Team Champion (1× mit Krusher Khruschev und 1× Dick Murdoch)
- 2× NWA World Six-Man Tag Team Champion (1× mit Nikita Koloff & Krusher Khruschev und 1× mit The Barbarian & The Warlord)
- 4× NWA World Tag Team Champion (Mid Atlantic version)(1×  mit Nikita Koloff, 1× mit Nikita Koloff und Krusher Khruschev, 1× mit Ray Stevens und 1× mit Don Kernodle)

- World Wide Wrestling Federation

- 1× WWWF World Heavyweight Champion

- World Wrestling Association (Indianapolis)

- 1× WWA World Heavyweight Champion

- World Wrestling Council

1× *WWC Puerto Rico Heavyweight Champion
- Sonstige Titel

- 1× ACW Tag Team Champion (mit Vladimir Koloff)
- 1× CREW Heavyweight Champion
- 1× Great Lakes Heavyweight Champion
- 1× IWA Tag Team Champion (mit „Mad Dog“ Maurice Vachon)
- 1× IWA (Montreal) International Heavyweight Champion
- 1× VWA Heavyweight Champion